# Konferencja Wyższych Przełożonych Zakonów Męskich w Polsce
Konferencja Wyższych Przełożonych Zakonów Męskich w Polsce – kościelna osoba prawna Kościoła katolickiego, posiadająca osobowość prawną na terytorium Rzeczypospolitej Polskiej, powołana do istnienia przez przełożonych wyższych zakonów męskich w Polsce w grudniu 1948 roku (przy aprobacie kard. Adama Sapiehy) i zatwierdzona Dekretem Kongregacji ds. Instytutów Życia Konsekrowanego i Stowarzyszeń Życia Apostolskiego Stolicy Apostolskiej 30 listopada 1963 (N.Prot.AG 2345/63). Działa w oparciu o własny statut zatwierdzony przez w/w kongregację 28 maja 2016 roku oraz przepisy Ustawy z dnia 17 maja 1989 r. o stosunku Państwa do Kościoła Katolickiego w Rzeczypospolitej Polskiej a także inne przepisy prawa kościelnego i publicznego, a swój sekretariat ma w siedzibie Konferencji Episkopatu Polski w Warszawie.

## Współcześnie
Zasadniczym celem jej działania jest koordynacja współpracy i wymiana doświadczeń między wszystkimi katolickimi zakonami męskimi obecnymi w Polsce oraz reprezentowanie zakonów męskich wobec prawnie ustanowionych władz kościelnych i państwowych. W jej skład wchodzą z urzędu wszyscy wyżsi przełożeni zakonów mających swoje jednostki w Polsce, posiadający wobec członków poszczególnych zgromadzeń władzę kanoniczną ordynariusza. W zakonach noszą oni tytuł  generała, prowincjała, inspektora, wizytatora czy też opata lub przeora-administratora, ale spotykane są również inne nazwy takiej funkcji. Obecnie do Konferencji należy 59 zgromadzeń zakonnych, które w Polsce mają 76 swoich jednostek, gdyż niektóre ze zgromadzeń maja więcej niż jedną prowincję, inspektorię czy opactwo. Na koniec 2021 roku skupiały one około 10 703 zakonników, w tym ponad 7913 w Polsce i 2790 poza granicami. Zgodnie z obowiązującym Statutem KWPZM, organami KWZPM są: zebranie plenarne, przewodniczący Konferencji, konsulta, komisja rewizyjna, sekretariat generalny, komisje oraz delegaci KWPZM w diecezjach. Ważną rolę w bieżącym funkcjonowaniu Konferencji odgrywa Forum Współpracy Międzyzakonnej.
Analogiczną instytucją dla zakonów żeńskich jest Konferencja Wyższych Przełożonych Żeńskich Zgromadzeń Zakonnych.

### Konsulta (kadencja 2022-2025)[2]
| Stanowisko w konsulcie    | Imię i nazwisko             | Stanowisko zakonne                                |
| ------------------------- | --------------------------- | ------------------------------------------------- |
| przewodniczący            | ks. Dariusz Wilk CSMA       | generał michalitów                                |
| zastępca przewodniczącego | o. Arnold Chrapkowski OSPPE | generał paulinów                                  |
| członek konsulty          | o. Leonard Bielecki OFM     | prowincjał franciszkanów w Poznaniu               |
| członek konsulty          | br. Franciszek Grzelka Alb  | brat starszy                                      |
| członek konsulty          | ks. Marcin Kaznowski SDB    | prowincjał salezjanów w Krakowie                  |
| członek konsulty          | o. Marek Miszczyński OFM    | prowincjał kapucynów w Krakowie                   |
| członek konsulty          | o. Jarosław Paszyński SJ    | prowincjał jezuitów w Krakowie                    |
| członek konsulty          | o. Witosław Sztyk OFM       | prowincjał franciszkanów w Katowicach-Panewnikach |
| członek konsulty          | o. Łukasz Wiśniewski OP     | prowincjał dominikanów                            |

### Komisja rewizyjna (kadencja 2022-2025)
| Stanowisko      | Imię i nazwisko          | Stanowisko zakonne                |
| --------------- | ------------------------ | --------------------------------- |
| przewodniczący  | ks. Grzegorz Zembroń MS  | prowincjał saletynów              |
| członek komisji | ks. Bogusław Burgat SChr | wicegenerał chrystusowców         |
| członek komisji | o. Piotr Bęza CMF        | prowincjał misjonarzy św. Rodziny |

### Sekretariat Generalny KWPZM
- sekretarz generalny (kadencja 2023-2026): ks. Dariusz Bartocha SDB.
- ekonom konferencji (od 2023), sekretarz wykonawczy (od 2019), dyrektor Forum Współpracy Międzyzakonnej (od 2020): o. Robert Wawrzeniecki OMI[5].

## Historia
Konferencja została powołana do istnienia przez przełożonych wyższych podczas spotkania w krakowskim klasztorze Jezuitów (ul. Kopernika) w grudniu 1948 roku i zatwierdzona przez pełniącego obowiązki przewodniczącego Episkopatu kard. Adama Sapiehę. Do 1956 roku miała swoją siedzibę w Krakowie. Pierwotnie jej nazwa brzmiała „Porozumienie Wyższych Przełożonych Zakonów i Zgromadzeń Męskich w Polsce”, a nazwą używaną od 1951 roku była „Konferencje Wyższych Przełożonych Zakonów Męskich w Polsce”. Następnie siedzibę przeniesiono od 1957 roku do Warszawy, gdzie 15 kwietnia 1958 roku został zatwierdzony przez kard. Stefana Wyszyńskiego jej pierwszy statut. Sytuacja prawna KWPZM uległa zmianie 30 listopada 1963 roku, kiedy to został wydany dekret watykańskiej Kongregacji ds. Zakonników, określający główne cele działania Konferencji, nadający jej kościelną osobowość prawną i ustanawiający bezpośrednią podległość Kongregacji. Tego samego dnia Kongregacja zatwierdziła nowy statut KWPZM.

### Przewodniczący KWPZM[6]
- o. Bernard Przybylski OP (1948-1951)
- o. Stanisław Wawryn SJ (1957-1960)
- o. Feliks Zapłata SVD (1960-1963)
- o. Bernard Przybylski OP (1963-1966)
- o. Kazimierz Hołda CSsR (1966-1972)
- o. Stanisław Podgórski CSsR (1972-1981)
- o. Pacyfik Dydycz OFMCap (1981-1982)
- o. Walenty Potworowski OP (1982-1984)
- o. Mariusz Paczóski OFMConv (1984-1989)
- o. Błażej Kruszyłowicz OFMConv (1989-1990)
- ks. Jan Chrapek CSMA (1990-1992)
- o. Florian Pełka SJ (1992-1996)
- ks. Czesław Parzyszek SAC (1996-2005)
- o. Kazimierz Malinowski OFMConv (2005-2008)
- ks. Tomasz Sielicki SChr (2008-2013)
- o. Janusz Sok CSsR (2013-2022)
- ks. Dariusz Wilk CSMA (od 2022)

### Sekretarze KWPZM[6]
- o. Bonawentura Kadeja SP (1948-1956)
- ks. Alojzy Żuchowski SAC (1957-1977)
- ks. Wacław Rusinek SDB (1977-2008)
- o. Kazimierz Malinowski OFMConv (2008-2023)
- ks. Dariusz Bartocha SDB (od 2023)[8]

### Ekonomowie KWPZM
- ks. Piotr Ciepłak MS (2009-2019)
- p.o. o. Kazimierz Malinowski OFMConv (2019-2023)
- o. Robert Wawrzeniecki OMI (od 2023)[9]